# Friedrich Heitmann
Friedrich Heitmann (27 oktober 1853, Ahlen – 13 augustus 1921), Koningsbergen (thans Kaliningrad, Rusland)) was een Duitse architect, die in Oost-Pruisen actief was. Zijn oeuvre omvat meerdere kerken, openbare gebouwen, villa’s en woonhuizen en een nieuwe Koningsbergse tuinwijk Amalienau.

## Biografie

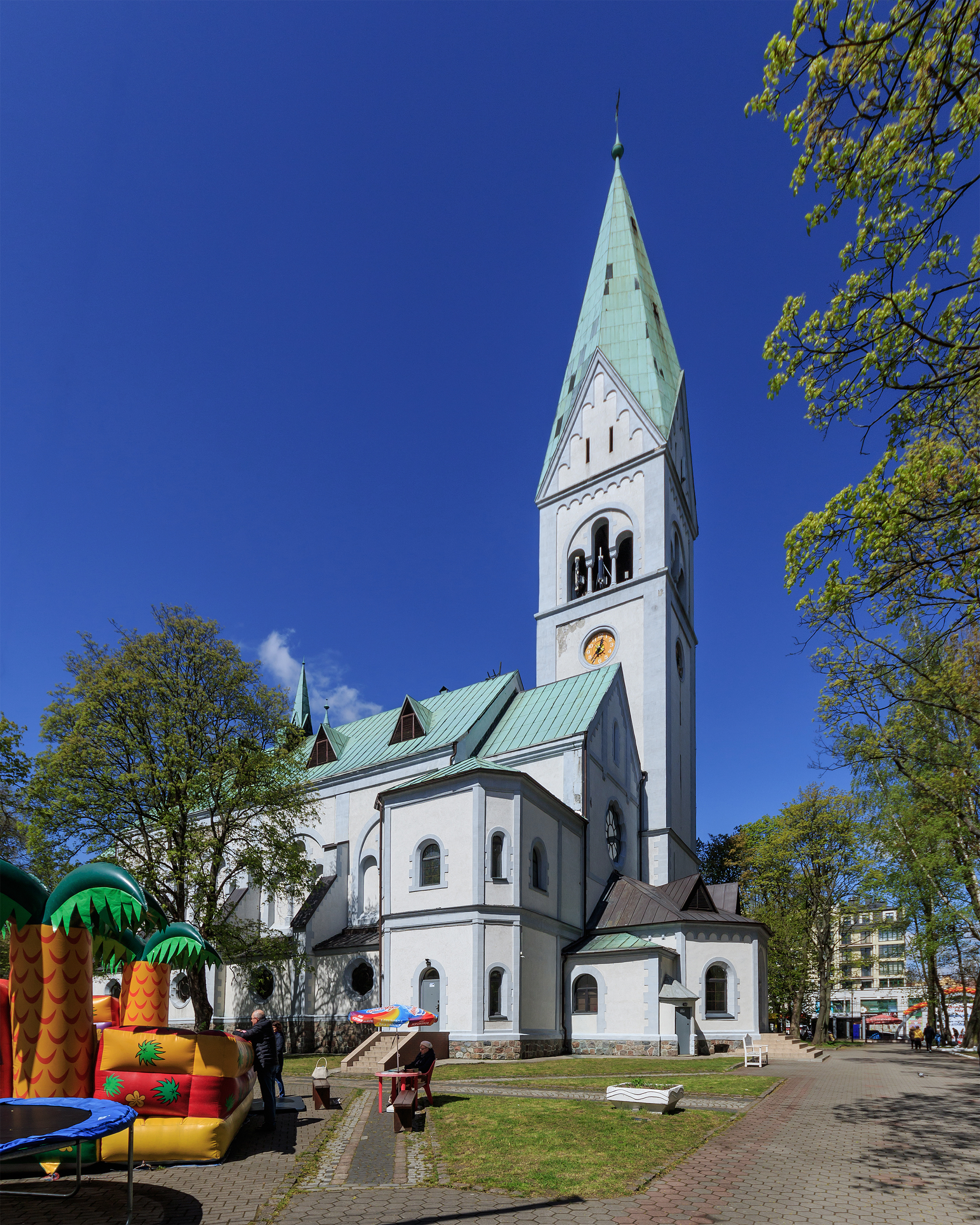
De Koningin Louise-gedenkkerk in 2017

Heitmann vestigde zich in Koningsbergen in 1886 als bouwmeester-architect in dienst van het postwezen. Zijn eerst groot zelfstandig werk werd de Koningin Louise gedenkkerk in Koningsbergen, die in 1899-1901 gebouwd werd. De kerk is gebouwd in een soort neoromaanse stijl met elementen uit de modernere jugendstil. Voor de Eerste Wereldoorlog heeft Heitmann nog meerdere grote projecten in Oost-Pruisen en Koningsbergen uitgevoerd (zie lijst verderop). Belangrijk is zijn werk aan het nieuwe tuinwijk Amalienau. Deze wijk werd aangelegd buiten de oudere stadswallen, die in het begin van de 20e eeuw gedeclasseerd en deels afgegraven werden. Hierbij zorgde Heitmann zowel voor het totaalontwerp van deze nieuwe stadsuitleg als voor detailontwerp van enkele afzonderlijke villa’s.
Bij het uitbreken van de Eerste Wereldoorlog ging Heitmann in dienst bij het leger, hoewel hij reeds zestig jaar oud was. Na de oorlog ging het snel bergafwaarts met hem. Hij kreeg problemen met zijn gezondheid waardoor hij steeds moeilijker kon werken. Bovendien raakte zijn bouwtrant, dat wil zeggen neostijlen (vooral neogotiek en neoromaans) met jugendstil-elementen, uit de mode. Hij stierf in 1921.

## Werken
Deze lijst is nog incompleet

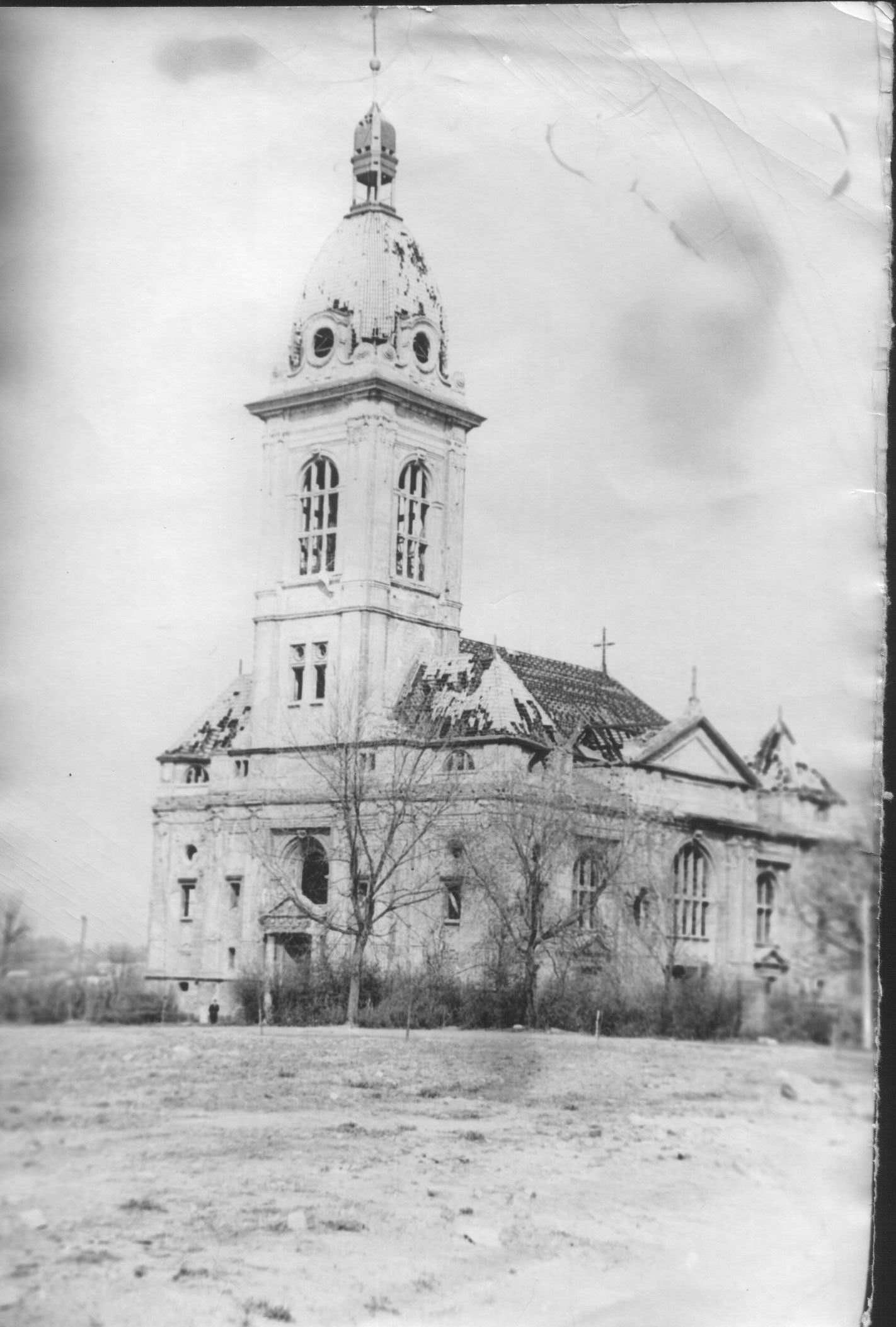
Lutherkerk in de jaren 60

- Koningin Louise gedenkkerk (Duits: Königin-Luise-Gedächtniskirche) Koningsbergen, nu in gebruik als een poppentheater
- Sint-Adalbertkerk (St.Adalbertkirche) Koningsbergen, nu in gebruik als een wetenschappelijke instelling
- Heilige-Familiekerk (Kirche "Zur heiligen Familie") Koningsbergen, nu in gebruik als een concertgebouw
- Postgebouw in Gumbinnen, nu Goesev
- Postgebouw in Pillau, nu Baltiejsk
- Lutherkerk in Haberberg (Lutherkirche) Koningsbergen, afgebroken in de jaren ‘70
- Tuinwijk Amalienau en meerdere villa’s

- Gemeinsame Normdatei: 1029787530
- Nationale Bibliotheek van Polen: a0000003367922
- Virtual International Authority File: 296066252
- WorldCat: E39PBJdCk4KMqQ83YJjb7Dv8md